# Hagen Bogdanski
Hagen Bogdanski (né le 24 avril 1965 à Berlin) est un directeur de la photographie allemand.

## Biographie
Durant sa jeunesse, il est parfois acteur, comme dans le programme Die Sendung mit der Maus. Après des études à la Staatlichen Fachschule für Optik und Fototechnik à Berlin, il devient assistant, entre autres, auprès de Gernot Roll et de Xaver Schwarzenberger. Il devient directeur à partir de 1996.

## Filmographie
Cinéma
- 1996: Die Spur der roten Fässer
- 1999: Gierig
- 1999: Holgi (de)
- 2000: Otto – Der Katastrofenfilm
- 2000: L'Insaisissable
- 2002: Nick Knatterton – Der Film (de)
- 2002: Nachts im Park
- 2002: Das Jahr der ersten Küsse
- 2003: Der alte Affe Angst
- 2005: Blackout Journey
- 2005: Antibodies
- 2006: La Vie des autres
- 2007: Le Cas 39
- 2008: Victoria : Les Jeunes Années d'une reine
- 2009: Hilde
- 2009: Dinosaurier – Gegen uns seht ihr alt aus! (de)
- 2011: Le Complexe du castor
- 2011: Hotel Lux (de)
- 2011: W.E.
- 2013: Adieu Paris
- 2013: Der Medicus
- 2017 : Papillon de Michael Noer

Télévision
- 1998: Des parents sur mesure
- 2001: Une fiancée pour Noël
- 2011: Tatort: Ein ganz normaler Fall

## Récompenses et nominations
- 2006: Deutscher Filmpreis: Meilleure photographie pour La Vie des autres

## Source de la traduction
- (de) Cet article est partiellement ou en totalité issu de l’article de Wikipédia en allemand intitulé « Hagen Bogdanski » (voir la liste des auteurs).